# Route nationale 45 (Estonie)
Pour les articles homonymes, voir Route nationale 45.
La route nationale 45 (Tugimaantee 45) est une route nationale estonienne reliant Tartu à Värska. Elle mesure 85,5 km.

## Tracé
- Comté de Tartu
  - Tartu
  - Lohkva
  - Põvvatu
  - Kakumetsa
  - Sirgu
  - Luunja
  - Vana-Kastre (en)
  - Sarakuste (en)
  - Sudaste (en)
  - Melliste (en)
  - Hammaste
  - Issaku
  - Kurista
  - Rookse
- Comté de Põlva
  - Kosova (en)
  - Ahja
  - Kärsa (en)
  - Viisli (en)
  - Säässaare (en)
  - Mooste
  - Jaanimõisa (en)
  - Kaaru (en)
  - Suurmetsa (en)
  - Leevaku
  - Saareküla (en)
  - Toolamaa (en)
  - Nulga (en)
  - Köstrimäe (en)
  - Räpina
  - Ristipalo (en)
  - Võõpsu
  - Toomasmäe
  - Laossina
  - Mikitamäe
  - Rõsna
  - Karisilla
  - Tonja (en)
  - Lobotka (en)
  - Värska